# Folclore

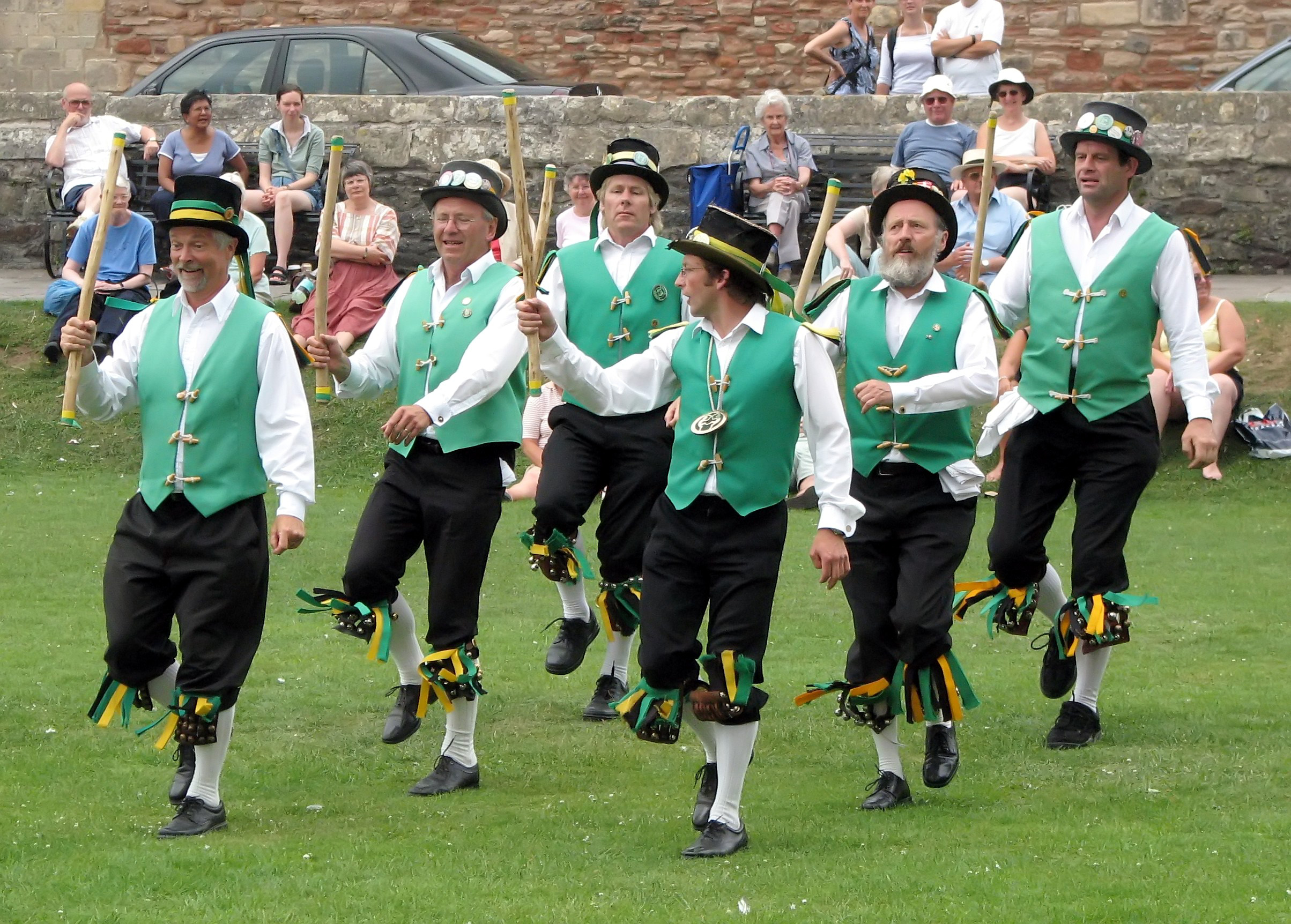
Morris dance sul prato della cattedrale di Wells, eseguita dagli Exeter Morris Men

Il termine folclore o folklore (pron. [folˈklore]; dall'inglese folk, "popolo", e lore, "tradizione" ma anche "storia, trama") si riferisce a quelle forme di cultura popolare comprendente le tipologie di tradizione tramandate spesso oralmente e riguardanti conoscenze, usi e costumi, credenze popolari; miti, fiabe, leggende e altre narrazioni legate alla dimensione del fantastico; filastrocche, conte e proverbi; musica, canto e danza: il tutto riferito a una determinata area geografica, a una determinata popolazione, ai ceti popolari dei contadini e montanari, a più d'una o a tutte queste determinazioni. Un discorso a parte merita l'immaginario folklorico, settore significativo dei fatti folklorici che raggruppa tutti i racconti che hanno relazione col fantastico: fiabe, leggende, miti e racconti della paura.

## La nascita del termine
L'origine del termine folclore è attribuita allo scrittore e antiquario inglese William Thoms (1803-1900) che, sotto lo pseudonimo di Ambrose Merton, pubblicò nel 1846 una lettera sulla rivista letteraria londinese Athenaeum, allo scopo di dimostrare la necessità di un vocabolo che potesse ricomprendere tutti gli studi sulle tradizioni popolari inglesi.
Il termine fu poi accettato dalla comunità scientifica internazionale dal 1878, per indicare quelle forme contemporanee di aggregazione sociale incentrate sulla rievocazione di antiche pratiche popolari, ovvero tutte quelle espressioni culturali comunemente denominate "tradizioni popolari", dai canti alle sagre alle superstizioni alla cucina (e che già due secoli prima Giambattista Vico chiamava "rottami di antichità").

## Storia degli studi sul folclore
Gli studi sul folclore presero avvio sulla scia dell'impulso romantico del XIX secolo, rivolto a indagare le radici popolari della cultura europea, concentrandosi inizialmente sulla tradizione orale costituita da storie, canzoni, proverbi ed espressioni nazionali, a cominciare da quel tesoro di fiabe e racconti inteso dai fratelli Grimm come Volksgeist, cioè «anima del popolo», la quale si riverbera nei canti del volgo come già sostenuto da Johann Gottfried Herder.

### Approccio antropologico
Tale disciplina assunse un piglio «scientifico» allorché si connetté con l'etnologia, contestualizzando l'oralità folcloristica entro un insieme di elementi antropologici come usanze, arti e costumi del popolo ritenuti «oggettivi». La caratteristica del folclore così inteso rimarrà costantemente concepita come appannaggio delle classi inferiori, e perciò tipicamente contrapposta alla cultura delle élite. Questo aspetto indusse a ritenere il folclore un fenomeno appartenente esclusivamente alle società stratificate in classi, poco indagato pertanto in quelle forme di civiltà meno complesse, come le africane, che presentano un livello di sviluppo elementare e omogeneo.
Tra i primi esponenti della scuola antropologica inglese ci fu Edward Burnett Tylor, che insieme con Andrew Lang e James Frazer intendeva orientare la sua disciplina in senso scientifico, teorizzò che il folclore fosse un grado inferiore dell'evoluzione culturale di una società, rimasto fermo a una concezione superstiziosa e arcaica della natura, alla quale le comunità contadine attribuivano ancora una valenza magico-religiosa propria dell'animismo.

### Approccio storico-culturale
All'approccio  si vennero sostituendo in seguito diverse altre modalità di studio dei fenomeni folcloristici. Presso Fritz Graebner, Bernhard Ankermann, Wilhelm Schmidt, e ulteriori esponenti della scuola di Vienna prevalse un indirizzo storico-culturale basato su indizi morfologici e sui diversi cicli di civiltà. Il metodo finnico di G. Krohn si basa invece sulle affinità geografiche, mentre quello cartografico di Arnold van Gennep sulla definizione di luoghi e ambienti.

### Opere sul folclore in Italia
In Italia gli studi sul folclore nazionale ebbero inizio come nel resto d'Europa nel XIX secolo. Dopo le prime inchieste di epoca napoleonica la prima opera di rilievo fu quella del forlivese Michele Placucci. I più importanti pionieri dell'Ottocento in questo settore furono quindi Ermolao Rubieri, Angelo De Gubernatis e Alessandro D'Ancona.
Al medico palermitano Giuseppe Pitrè si deve invece l'origine dello studio sistematico, su base scientifica, del folclore italiano. Pitrè ottenne nel 1911 a Palermo una cattedra universitaria per lo studio delle tradizioni popolari, sotto il nome di demopsicologia, poi riattivata da Giuseppe Cocchiara negli anni '30 con il nome di storia delle tradizioni popolari.

### Il significato di "mito" secondo Claude Lévi-Strauss
(Claude Lévi-Strauss)
In seguito i miti e i significati a essi connessi furono oggetto di studio, tra gli altri, del noto antropologo sociale Claude Lévi-Strauss. In particolare nella sua opera Mito e significato l'antropologo e filosofo francese dà una sua interpretazione alla «spiegazione» dei miti, non considerandoli esclusivamente «elementi primitivi», sorpassati e privi di significato, un «prodotto» solo di menti superstiziose.
«Che differenza c'è fra l'organizzazione concettuale del pensiero mitico e quello della storia? È vero che il racconto mitologico tratta fatti storici, per poi trasformarli e usarli in altro modo?», queste erano due fra le principali domande cui Lévi-Strauss cercò di rispondere con le sue ricerche partendo dal presupposto di individuare le "rassomiglianze" (più che le differenze) dei miti in vari luoghi del mondo.
Ad avviso del teorico dello strutturalismo, mentre è vero che esistono diversità fra il racconto mitico e quello storiografico, è anche vero che in questi racconti esiste anche una sorta di continuità. I racconti mitici che sono o appaiono racconti privi di senso e assurdi, risultano essere in effetti «sistemi chiusi» di pensiero «che possiedono identiche strutture formali di base e contenuti variabili». Il filologo Cesare Segre, spiegando il pensiero di Claude Lévi-Strauss, asserisce che primitivi e civilizzati «hanno sviluppato zone diverse delle loro attitudini mentali, realizzando una specializzazione».
Il filosofo Paolo Rossi fa inoltre notare, sostenendo il pensiero di Segre, che mentre «la scienza tende a spiegazioni sempre "parziali", i sistemi mitici tendono a raggiungere, con i mezzi i più scarsi possibile, una comprensione "totale" dell'universo. [...] Il mito non riesce a dare all'uomo, un maggior potere materiale sull'ambiente, gli dà invece l'illusione di comprendere l'universo. Ma si tratta di un'illusione oltremodo "importante"».

## Studi sui rapporti tra cultura popolare e dominante nell'epoca preindustriale
Il lavoro dell'autore russo Michail Michajlovič Bachtin, intitolato L'opera di Rabelais e la cultura popolare, getta le basi per la ridefinizione del significato di cultura popolare. Attraverso l'opera dello scrittore francese François Rabelais, intitolata Gargantua e Pantagruel, Bachtin analizza la centralità della cultura popolare in epoca medievale e moderna. Egli contribuisce con il suo lavoro a dare una visione più ampia del carnevale e del suo significato. Bachtin individua due elementi fondamentali per comprendere le manifestazioni popolari: il riso e il realismo grottesco.

### Jacques Le Goff
Jacques Le Goff analizza, a partire dalla seconda metà degli anni sessanta, l'atteggiamento che la cultura clericale ha nei confronti del folclore in età merovingia. Benché ci siano degli elementi di incontro, egli ritiene che nel complesso vi sia un blocco della cultura superiore nei confronti di quella inferiore.
Le Goff torna a trattare questa tematica ne L'immaginario medievale pubblicato nel 1988. Egli si sofferma sull'analisi di testi che descrivono viaggi nell'aldilà. L'autore ipotizza che tali testi testimonino lo stretto contatto e gli scambi tra cultura clericale e quella popolare. Le Goff nota per esempio come queste opere abbiano una struttura narrativa condivisa: i protagonisti sono soprattutto monaci. Inoltre i luoghi e i personaggi descritti derivano dalla tradizione folclorica. L'autore sottolinea come nel processo di trasmissione di questi racconti le due componenti della cultura (clericale e folclorica) non si trovino l'una subordinata all'altra, ma come ci sia un equilibrio tra i due attori, che comunicano tra di loro.

### Georges Duby
Georges Duby esamina i processi di trasmissione dei modelli culturali nella società francese tra XI e XII secolo, e ritiene che questi siano caratterizzati da un fenomeno di "popolarizzazione". Infatti i modelli aristocratici esercitano un certo fascino nei confronti delle classi sociali inferiori, che ne adottano le caratteristiche principali. L'autore, oltre a delineare tale processo di accettazione di modelli culturali d'élite, attesta anche un altro movimento speculare: l'adozione di forme culturali popolari da parte delle classi dominanti.

### Jean Claude Schmitt
Jean-Claude Schmitt, nel saggio intitolato Le tradizioni folkloriche nella cultura medievale, sostiene che durante il Medioevo vi sia convivenza e accordo tra tradizioni folcloriche e cultura egemonica. A prova di questa tesi di circolazione sociale egli descrive dei casi esemplari di trasmissione di fonti e testi da una classe sociale all'altra. Egli sottolinea l'importanza del rapporto dinamico che si crea tra i due poli, e delle manipolazioni dirette sul testo, a dimostrazione della circolarità culturale.

### Peter Burke,Cultura popolare nell'Europa moderna
Lo storico inglese Peter Burke analizza lo scambio culturale tra classi sociali in età preindustriale. Burke crede che coesistano due tipologie di cultura (alta e bassa), non caratteristiche in senso stretto a una classe sociale: mentre l'élite partecipa attivamente alle manifestazioni popolari, il popolo è protagonista solo della propria tradizione
Egli ritiene inoltre che in base alle variazioni ambientali e geografiche vi siano differenti espressioni culturali popolari. Le interazioni tra le due culture non sono da sottovalutare. Burke afferma che la cultura popolare sia da indagare oltre che con metodi diretti d'analisi delle fonti, anche con approcci indiretti: quali l'iconologia, esami comparati e analisi regressive.

### Carlo Ginzburg,Il formaggio e i vermi
Carlo Ginzburg, nel saggio Il formaggio e i vermi, si chiede se sia possibile indagare come fosse la cultura popolare autentica, senza ritrattazione nella trasmissione delle fonti da parte della cultura d'élite. Egli introduce una distinzione tra il concetto di cultura popolare e cultura imposta alle classi popolari. I prodotti di quest'ultima categoria non possono essere considerati d'originale derivazione popolare, dal momento che subiscono una manipolazione da parte della cultura dotta. Ginzburg ritiene, in riferimento agli atti del processo contro Menocchio, che la deposizione dell'imputato attesti una forte influenza delle tradizioni antiche e orali, caratteristiche di uno "strato profondo della cultura popolare".

### Piero Camporesi,Cultura popolare e cultura d'élite fra Medioevo ed età moderna
Piero Camporesi sostiene che in un'epoca in cui il significato di popolo non era ancora stato scoperto, la cultura popolare veniva erroneamente associata a significati quali pregiudizio e superstizione. Camporesi riconosce la dipendenza della cultura popolare rispetto alla cultura clericale, ma identifica una componente folcloristica all'interno della religione ufficiale.

### Gurevic,Contadini e santi
Nel saggio pubblicato nel 1981 Aron Jakovlevič Gurevič riflette sullo scambio bidirezionale tra cultura dominante e folklore. Egli cerca di comprendere la reciproca influenza di queste due componenti analizzando la letteratura mediolatina, soprattutto quella dedicata a un uditorio laico non alfabetizzato. Attraverso l'analisi di questi generi letterari (quali gli exempla, i sermoni, le laude), Gurevic esamina le modifiche che le esigenze dell'ascoltatore esercitano in coloro che producono i testi. A partire da tali variazioni l'autore indaga quale sia il modo di pensare dell'"uomo medio".

## Antropologia culturale
Oggi lo studio della storia delle tradizioni popolari è materia universitaria e la bibliografia relativa è molto vasta, abbracciando diversi temi:
- ciclo della vita umana
- feste e usanze del calendario
- dimore rurali
- vita agricola, marinara e pastorale
- letteratura
- prosa
- drammaturgia
- canti popolari
- danza
- musica
- magia
- superstizione
- religiosità
- arte pittorica, ecc.

La mercificazione del folclore è, secondo Luigi Lombardi Satriani, il rischio che oggi il "folclore" corre dopo che è stato legittimato. Per Satriani nonostante esso sia entrato in un ampio circuito culturale (dai canti tradizionali, a feste e manifestazioni ripristinate, recital in teatri underground, film su episodi e situazioni 'meridionali', proverbi popolari riportati a formulazione dialettale) si rischia «che questa "riscoperta" del mondo popolare sia una nuova maniera per mantenere tale mondo nella sua subalternità e per negarne, in forme diverse, la cultura».